# Водный путь

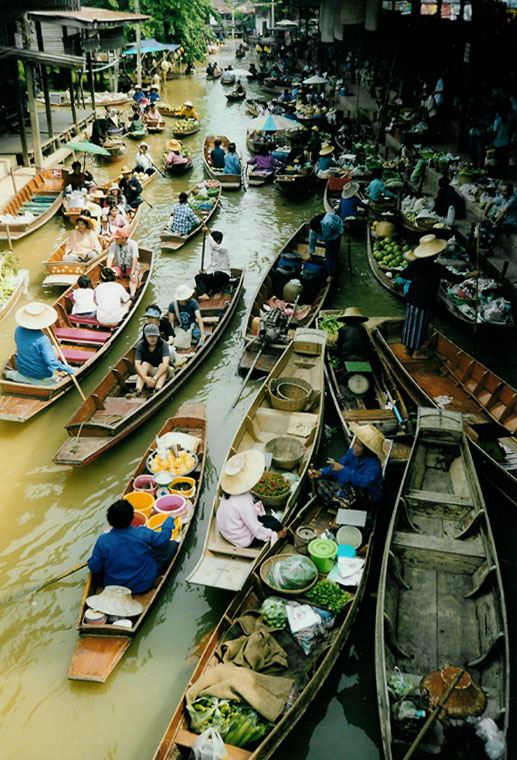
Плавающий рынок на водном пути в Таиланде.

Водный путь — участки водных объектов (водоёмов и водотоков), используемые для судоходства и лесосплава; любой водный судоходный путь, включающий реки, озёра, моря, океаны и каналы.
Критерии водного пути:
- должен быть достаточно глубоким для проходимости по ним судов;
- должен быть достаточно широким для прохода в ширину несколько судов;
- должен быть свободен от преград для навигации, таких как водопады и пороги, или иметь пути их обхождения (напр., каналы и судоподъёмники);
- течение в водном пути должно быть достаточно спокойным;

Водные пути принято разделять на внешние (морские) и внутренние. 
- Внешние водные пути — это моря (включая заливы) и океаны. Здесь судоходство в основном осуществляется по естественным водным бассейнам. Лишь на мелководных подходах к морским портам или в устьях рек, с глубиной неподходящей для судов с большой осадкой, внешние водные пути проходят по искусственным участкам — морским каналам.

Искусственные внешние водные пути — также каналы, соединяющие моря и океаны (Суэцкий канал, Панамский и другие). Морские перевозки по внешним водным путям делятся на заграничные, обслуживающие внешнюю торговлю, и каботажные (внутренние), между портами одного государства. Перевозки грузов между разными континентами совершаются в подавляющем большинстве случаев водным транспортом.
- Внутренние водные пути бывают естественные и искусственные. Естественными внутренними водными путями являются реки и озера. На небольших судах грузы могут перевозить даже в верховьях крупных рек и по их притокам даже при глубинах 0,6 — 0,7 метра. Сплав же круглого леса по рекам бывает экономически целесообразным при еще меньших глубинах. Естественные водные пути, в зависимости от возможностей их использования, бывают судоходные или только сплавные. Длина сплавных рек значительно превышает длину судоходных. Речная сеть часто не обеспечивает, даже после работ по улучшению условий судоходства, возможности водных перевозок грузов между важными экономическими узлами и районами. В этом случае могут специально создаваться  искусственные водные пути — речные гидроузлы, судоходные каналы, межбассейновые водотранспортные соединения.

Преимущество движения по водным путям (водный транспорт) перед другими видами транспорта — возможность перевозки крупногабаритных грузов.
Основные недостатки перевозок грузов по внутренним[уточнить] водным путям — небольшая скорость движения и сезонность перевозок. Удельное сопротивление движению судов по внутренним водным путям при небольших скоростях в несколько раз меньше, чем железнодорожных вагонов по рельсам и, конечно, автомобильного транспорта по дорогам. Но при увеличении скорости движения водоизмещающих судов сопротивление растёт очень быстро. На внутренних водных путях суда плавают со скоростями, редко превышающими 20—22 км/ч. Однако наиболее существенный недостаток внутренних водных путей — сезонность перевозок с перерывом на зимний период, когда реки покрыты льдом.
Стоимость погрузки грузов на суда и выгрузки из них тем больше по доле в общей стоимости перевозки, чем меньше расстояние между пунктами отправления и назначения. Поэтому предпочтительными являются дальние водные перевозки. Однако там, где между пунктами отправления и назначения нет дорог, и реки являются единственными путями сообщения, водные перевозки идут даже на короткие расстояния.
Особенности внутренних водных путей обусловливают перевозку по ним преимущественно массовых навалочных и сыпучих грузов — угля, руды, нерудных, строительных материалов. Именно эти грузы составляют большую часть перевозок по внутренним водным путям.
В России правительство утвердило и регулярно обновляет перечень внутренних водных путей России, крупнейшим водным путём России является Волго-Балтийский.

## Классификация водных путей
- Классификация европейских внутренних водных путей
- Классификация российских внутренних водных путей